# Grand Prix Formule 1 van Mexico-Stad 2023
De Grand Prix Formule 1 van Mexico-Stad 2023 werd verreden op 29 oktober op het Autódromo Hermanos Rodríguez in Mexico-Stad. Het was de negentiende race van het seizoen.

## Vrije trainingen

### Uitslagen
- Enkel de top vijf wordt weergegeven.

| Vrije training 1 | Pos. | Nr. | Coureur         | Constructeur               | Tijd     |
| ---------------- | ---- | --- | --------------- | -------------------------- | -------- |
| Vrije training 1 | 1    | 1   | Max Verstappen  | Red Bull Racing-Honda RBPT | 1:19.718 |
| Vrije training 1 | 2    | 23  | Alexander Albon | Williams-Mercedes          | 1:19.813 |
| Vrije training 1 | 3    | 11  | Sergio Pérez    | Red Bull Racing-Honda RBPT | 1:20.015 |
| Vrije training 1 | 4    | 4   | Lando Norris    | McLaren-Mercedes           | 1:20.237 |
| Vrije training 1 | 5    | 16  | Charles Leclerc | Ferrari                    | 1:20.297 |
| Vrije training 2 | Pos. | Nr. | Coureur         | Constructeur               | Tijd     |
| Vrije training 2 | 1    | 1   | Max Verstappen  | Red Bull Racing-Honda RBPT | 1:18.686 |
| Vrije training 2 | 2    | 4   | Lando Norris    | McLaren-Mercedes           | 1:18.805 |
| Vrije training 2 | 3    | 16  | Charles Leclerc | Ferrari                    | 1:18.952 |
| Vrije training 2 | 4    | 77  | Valtteri Bottas | Alfa Romeo-Ferrari         | 1:18.955 |
| Vrije training 2 | 5    | 11  | Sergio Pérez    | Red Bull Racing-Honda RBPT | 1:18.988 |
| Vrije training 3 | Pos. | Nr. | Coureur         | Constructeur               | Tijd     |
| Vrije training 3 | 1    | 1   | Max Verstappen  | Red Bull Racing-Honda RBPT | 1:17.887 |
| Vrije training 3 | 2    | 23  | Alexander Albon | Williams-Mercedes          | 1:17.957 |
| Vrije training 3 | 3    | 11  | Sergio Pérez    | Red Bull Racing-Honda RBPT | 1:18.026 |
| Vrije training 3 | 4    | 63  | George Russell  | Mercedes                   | 1:18.248 |
| Vrije training 3 | 5    | 81  | Oscar Piastri   | McLaren-Mercedes           | 1:18.392 |

Testcoureurs in vrije training 1:

 Oliver Bearman (Haas-Ferrari) reed in plaats van Kevin Magnussen. Hij reed een tijd van 1:21.313 en werd daarmee vijftiende.

 Isack Hadjar (AlphaTauri-Honda RBPT) reed in plaats van Yuki Tsunoda. Hij reed een tijd van 1:21.941 en werd daarmee zeventiende.

 Jack Doohan (Alpine-Renault) reed in plaats van Pierre Gasly. Hij reed een tijd van 1:22.109  en werd daarmee achttiende.

 Frederik Vesti (Mercedes) reed in plaats van George Russell . Hij reed een tijd van 1:22.937 en werd daarmee negentiende.

 Théo Pourchaire (Alfa Romeo-Ferrari ) reed in plaats van Valtteri Bottas. Hij zette geen tijd op de klokken waardoor hij als twintigste werd geklasseerd. 

## Kwalificatie
Charles Leclerc behaalde de tweeëntwintigste pole position in zijn carrière.
| Pos.                   | Nr. | Coureur          | Constructeur               | Kwalificatietijden | Kwalificatietijden | Kwalificatietijden | Grid   |
| Pos.                   | Nr. | Coureur          | Constructeur               | Q1                 | Q2                 | Q3                 | Grid   |
| ---------------------- | --- | ---------------- | -------------------------- | ------------------ | ------------------ | ------------------ | ------ |
| 1                      | 16  | Charles Leclerc  | Ferrari                    | 1:18.401           | 1:17.901           | 1:17.166           | 1      |
| 2                      | 55  | Carlos Sainz jr. | Ferrari                    | 1:18.755           | 1:18.382           | 1:17.233           | 2      |
| 3                      | 1   | Max Verstappen   | Red Bull Racing-Honda RBPT | 1:18.099           | 1:17.625           | 1:17.263           | 3      |
| 4                      | 3   | Daniel Ricciardo | AlphaTauri-Honda RBPT      | 1:18.341           | 1:17.706           | 1:17.382           | 4      |
| 5                      | 11  | Sergio Pérez     | Red Bull Racing-Honda RBPT | 1:18.553           | 1:18.124           | 1:17.423           | 5      |
| 6                      | 44  | Lewis Hamilton   | Mercedes                   | 1:18.677           | 1:17.571           | 1:17.454           | 6      |
| 7                      | 81  | Oscar Piastri    | McLaren-Mercedes           | 1:18.241           | 1:17.874           | 1:17.623           | 7      |
| 8                      | 63  | George Russell   | Mercedes                   | 1:18.893           | 1:17.673           | 1:17.674           | 8      |
| 9                      | 77  | Valtteri Bottas  | Alfa Romeo-Ferrari         | 1:18.429           | 1:18.016           | 1:18.032           | 9      |
| 10                     | 24  | Zhou Guanyu      | Alfa Romeo-Ferrari         | 1:19.016           | 1:18.440           | 1:18.050           | 10     |
| 11                     | 10  | Pierre Gasly     | Alpine-Renault             | 1:18.945           | 1:18.521           |                    | 11     |
| 12                     | 27  | Nico Hülkenberg  | Haas-Ferrari               | 1:18.969           | 1:18.524           |                    | 12     |
| 13                     | 14  | Fernando Alonso  | Aston Martin-Mercedes      | 1:18.848           | 1:18.738           |                    | 13     |
| 14                     | 23  | Alexander Albon  | Williams-Mercedes          | 1:18.828           | 1:19.147           |                    | 14     |
| 15                     | 22  | Yuki Tsunoda     | AlphaTauri-Honda RBPT      | 1:18.890           | Geen tijd          |                    | 18 *1  |
| 16                     | 31  | Esteban Ocon     | Alpine-Renault             | 1:19.080           |                    |                    | 15     |
| 17                     | 20  | Kevin Magnussen  | Haas-Ferrari               | 1:19.163           |                    |                    | 16     |
| 18                     | 18  | Lance Stroll     | Aston Martin-Mercedes      | 1:19.227           |                    |                    | Pit *2 |
| 19                     | 4   | Lando Norris     | McLaren-Mercedes           | 1:21.554           |                    |                    | 17     |
| Q1 107% tijd: 1:23.565 |     |                  |                            |                    |                    |                    |        |
| —                      | 2   | Logan Sargeant   | Williams-Mercedes          | Geen tijd          |                    |                    | 19 *3  |

*1 Yuki Tsunoda moest achteraan starten voor het overschrijden van het quota motoronderdelen.

*2 Lance Stroll moest vanuit de pit starten omdat er aan zijn wagen was gewerkt onder parc fermé condities.

*3 Logan Sargeant zette geen tijd neer tijdens Q1 maar mocht van de stewards wel aan de wedstrijd deelnemen. Hij kreeg tevens een gridstraf van 10 plaatsen voor het inhalen onder gele vlag maar dit heeft geen gevolgen omdat hij toch al als laatste moet starten.

## Wedstrijd
Max Verstappen behaalde de eenenvijftigste Grand Prix-overwinning in zijn carrière.
| Pos.               | Nr. | Coureur          | Constructeur               | Rondes | Tijd / Oorzaak Uitval | Grid | Punten |
| ------------------ | --- | ---------------- | -------------------------- | ------ | --------------------- | ---- | ------ |
| 1                  | 1   | Max Verstappen   | Red Bull Racing-Honda RBPT | 71     | 2:02:30.814           | 3    | 25     |
| 2                  | 44  | Lewis Hamilton   | Mercedes                   | 71     | +13.875               | 6    | 19S    |
| 3                  | 16  | Charles Leclerc  | Ferrari                    | 71     | +23.124               | 1    | 15     |
| 4                  | 55  | Carlos Sainz jr. | Ferrari                    | 71     | +27.154               | 2    | 12     |
| 5                  | 4   | Lando Norris     | McLaren-Mercedes           | 71     | +33.266               | 17   | 10     |
| 6                  | 63  | George Russell   | Mercedes                   | 71     | +41.020               | 8    | 8      |
| 7                  | 3   | Daniel Ricciardo | AlphaTauri-Honda RBPT      | 71     | +41.570               | 4    | 6      |
| 8                  | 81  | Oscar Piastri    | McLaren-Mercedes           | 71     | +43.104               | 7    | 4      |
| 9                  | 23  | Alexander Albon  | Williams-Mercedes          | 71     | +48.573               | 14   | 2      |
| 10                 | 31  | Esteban Ocon     | Alpine-Renault             | 71     | +1:02.879             | 15   | 1      |
| 11                 | 10  | Pierre Gasly     | Alpine-Renault             | 71     | +1:06.208             | 11   |        |
| 12                 | 22  | Yuki Tsunoda     | AlphaTauri-Honda RBPT      | 71     | +1:18.982             | 18   |        |
| 13                 | 27  | Nico Hülkenberg  | Haas-Ferrari               | 71     | +1:20.309             | 12   |        |
| 14                 | 24  | Zhou Guanyu      | Alfa Romeo-Ferrari         | 71     | +1:21.676             | 10   |        |
| 15                 | 77  | Valtteri Bottas  | Alfa Romeo-Ferrari         | 71     | +1:25.597 *1          | 9    |        |
| 16 †               | 2   | Logan Sargeant   | Williams-Mercedes          | 70     | Brandstofpomp         | 19   |        |
| 17 †               | 18  | Lance Stroll     | Aston Martin-Mercedes      | 66     | Botsingschade         | Pit  |        |
| DNF                | 14  | Fernando Alonso  | Aston Martin-Mercedes      | 47     | Botsingschade         | 13   |        |
| DNF                | 20  | Kevin Magnussen  | Haas-Ferrari               | 31     | Ophanging             | 16   |        |
| DNF                | 11  | Sergio Pérez     | Red Bull Racing-Honda RBPT | 1      | Ongeluk               | 5    |        |
| Bron: formula1.com |     |                  |                            |        |                       |      |        |

S Lewis Hamilton reed voor de vijfenzestigste keer in zijn carrière een snelste ronde en behaalde hiermee een extra punt.

*1 Valtteri Bottas eindigde als veertiende  maar kreeg een tijdstraf van vijf seconden voor het veroorzaken van een botsing met Lance Stroll, hij ontving tevens twee strafpunten op zijn licentie.

† Uitgevallen maar wel geklasseerd omdat er meer dan 90% van de race-afstand werd afgelegd.

## Tussenstanden wereldkampioenschap
Betreft tussenstanden voor het wereldkampioenschap na afloop van de race.

### Coureurs
| Pos. | Nr. | Coureur          | Constructeur               | Punten |
| ---- | --- | ---------------- | -------------------------- | ------ |
| 1    | 1   | Max Verstappen   | Red Bull Racing-Honda RBPT | 491    |
| 2    | 11  | Sergio Pérez     | Red Bull Racing-Honda RBPT | 240    |
| 3    | 44  | Lewis Hamilton   | Mercedes                   | 220    |
| 4    | 55  | Carlos Sainz jr. | Ferrari                    | 183    |
| 5    | 14  | Fernando Alonso  | Aston Martin-Mercedes      | 183    |
| 6    | 4   | Lando Norris     | McLaren-Mercedes           | 169    |
| 7    | 16  | Charles Leclerc  | Ferrari                    | 166    |
| 8    | 63  | George Russell   | Mercedes                   | 151    |
| 9    | 18  | Oscar Piastri    | McLaren-Mercedes           | 87     |
| 10   | 31  | Pierre Gasly     | Alpine-Renault             | 56     |

### Constructeurs
| Pos. | Constructeur               | Punten |
| ---- | -------------------------- | ------ |
| 1    | Red Bull Racing-Honda RBPT | 731    |
| 2    | Mercedes                   | 371    |
| 3    | Ferrari                    | 349    |
| 4    | McLaren-Mercedes           | 256    |
| 5    | Aston Martin-Mercedes      | 236    |
| 6    | Alpine-Renault             | 101    |
| 7    | Williams-Mercedes          | 28     |
| 8    | AlphaTauri-Honda RBPT      | 16     |
| 9    | Alfa Romeo-Ferrari         | 16     |
| 10   | Haas-Ferrari               | 12     |